# Václav Jan Sýkora
PhDr. Václav Jan Sýkora, Csc. (10. října 1918 Praha – 21. února 1974 Praha) byl český klavírista, cembalista, muzikolog, hudební publicista, skladatel a pedagog.

## Vzdělání
Po studiu na Konzervatoři v Praze (kompozice u R. Karla) a na Mistrovské škole konzervatoře u klavíristy Jana Heřmana absolvoval studia muzikologie a historie na katedrách hudební vědy a historie Filozofické fakulty Univerzity Karlovy.

## Soukromý život
Měl manželku Věru Sýkorovou (1921–1988) a děti Václava Martina Sýkoru (1946) a Vítězslava Sýkoru (1955).

## Hudební činnost

### Interpret
sJako cembalista a klavírista spolupracoval s celou řadou orchestrů a souborů, z nichž nejvýznamnější byla spolupráce s Pražským komorním orchestrem, který spoluzakládal a se kterým v 50. letech absolvoval velký zájezd do většiny zemí jižní Ameriky, dále pak se souborem Pro arte antiqua, Akademickými komorními sólisty, Českou filharmonií, ale třeba i s nizozemským klavíristou Alexem van Amerongenem.. Těžiště ale bylo v sólové interpretaci, kdy koncertoval na mnoha místech Československa, v NDR, SRN, Nizozemí, Švýcarsku, Rakousku, Itálii, Belgii, Dánsku, Švédsku, Rumunsku a Polsku. Několikrát byl hostem vysílání Československé televize, pravidelně spolupracoval s Československým rozhlasem a vydal řadu alb u firmy Supraphon a Panton. Natáčel pro rozhlasové stanice v Nizozemí, Švýcarsku a Jugoslávii.

### Muzikolog a hudební publicista
Jeho muzikologický zájem ho zavedl k výzkumu díla našich předromantických skladatelů - J. A. Bendy, J. L. Dusíka, J. V. H. Voříška, A. Rejchy a dalších, kdy znovu objevoval jejich díla a vydával je nově v dnes mezinárodně vysoce ceněných edicích. Jeho odborná publikační činnost sahala od mnoha článků v odborných domácích i zahraničních periodikách až po významné knižní publikace, ve kterých se soustředil na život a dílo Františka Xavera Duška, Roberta Schumanna nebo na fenomén hudební improvizace či hudby severských národů. Jeho stěžejním díle jsou Dějiny klavírního umění.
Jako hudební publicista pracoval pro Českou filharmonii, Symfonický orchestr hl. m. Prahy FOK, jeho texty se objevovaly na obalech Supraphonu a Pantonu, připravil řadu projektů pro Československý rozhlas a pro tehdejší Divadlo hudby. Byl opakovaně zván k přednáškám na univerzitách v Berlíně, Varšavě, Utrechtu, Lublani, Uppsale a Kodani.

### Pedagog
Široký rozhled, dokonalé znalosti a zkušenosti uplatnil i ve své pedagogické činnosti. Od roku 1946 až do své smrti působil na pražské konzervatoři,  kde vyučoval předměty klavír, cembalo, dějiny hudby a hudební improvizaci. Mezi jeho úspěšné žáky patřil třeba cembalista a varhaník Jaroslav Tůma nebo skladatel Petr Hapka.

### Skladatel
Od úspěšné sborové tvorby se postupně soustředil na komorní tvorbu, a to především na skladby pro sólový klavír, fagot a klavír, flétnu a klavír.

## Dílo

### Interpretační nahrávky
- Spanish Music for Harpsichord, Supraphon 1973
- Portuguese Music for Harpsichord, Supraphon 1967
- Jan Ladislav Dusík, Piano for four Hands, Supraphon 1970
- Cembalo ve staré a nové české hudbě, Panton 1972
- Recital de cembalo, Discophon 1974
- Portugalské sonety, Supraphon 1975

### Notové editorské projekty
- Čeští klasikové, Praha 1954
- Benda, J. A.: Sonate, Praha 1956
- Benda, J. A: Sonatine, Praha 1958
- Klavírní skladby starého Španělska a Portugalska, Praha 1967
- Staré hanácké tance ze 17. století, Praha 1973
- Ptačí motivy v hudbě starých mistrů, Praha 1975
- Voříšek, J. V. H: XII rapsodies pour le pianoforte, Praha 1978
- Dusík, J. L.: Sonate, Praha 1983, 1984, 1998
- Rejcha, A.: 36 fug pro klavír, Praha 1959 Archivováno 29. 1. 2021 na Wayback Machine., 2012 (reedice)

### Knižní publikace
- Národní umělec Jan Heřman, Praha 1956
- František Xaver Dušek, Praha 1958
- Improvizace včera a dnes, Praha 1966
- Robert Schumann, Praha 1967
- Dějiny klavírního umění, Praha 1973
- Hudba evropského severu, Praha 1975

### Vlastní skladby
- Polky, Státní hudební vydavatelství, Praha 1961
- Pět klavírních etud, Supraphon, Praha 1968
- Dvě dumky pro fagot a klavír, Panton, Praha 1971